# De Havilland Canada Dash 7
Dimensions
Le de Havilland Canada DHC-7, aussi connu sous le nom de Dash 7 est un avion civil doté de quatre turbopropulseurs. Il s'agit d'un avion à décollage et atterrissage court. Il fut lancé en 1975 par le fabricant de Havilland Canada et mis en marché de 1978 à 1988, lorsque Boeing racheta la compagnie. 113 exemplaires ont été construits. Il n'eut qu'un succès mitigé, ce qui favorisa le développement du Dash 8.
En 2011, il reste encore 40 appareils environ en service sur les 113 construits.
Les principales compagnies exploitant actuellement des Dash 7 sont : Air Greenland, Pelita Air, Air Tindi Ltd (Canada), Trans Capital Air (Canada) et Berjaya Air (en)